# Macajuba
Macajuba es un municipio brasileño del estado de Bahía. Su población estimada en 2004 era de 11.984 habitantes.